# День україномовної преси
День україномовної преси — неофіційне свято, що було проголошене та вперше відзначене 12 листопада 2009 року в Харкові в приміщенні Спілки української молоді.
Традицію відзначення започаткували Фонд національно-культурних ініціатив імені Гната Хоткевича, Громадське об'єднання «Шемети», редакція двотижневика «Український простір» та Спілка Української Молоді.

## Історія
Саме 12 листопада 1905 року в Лубнах, попри майже сорокарічну заборону царату на україномовний друк, вийшло перше число газети «Хлібороб» українською мовою. Головним редактором її був Володимир Шемет — громадсько-політичний діяч й український державник. Роком пізніше в Харкові вийшла друком газета «Слобожанщина», головним редактором якої став ідеолог Української державності Микола Міхновський, побратим і соратник братів Володимира, Миколи і Сергія Шеметів. Усі вони сприяли згуртуванню української інтелігенції навколо ідеї Української Самостійної Держави.

## Відзначення у 2009 році
Відзначення розпочалося з виступу директора Інтенсивних курсів журналістики Фонду національно-культурних ініціатив імені Гната Хоткевича Владислав Проненко. Він зазначив, що історично справедливим є відзначати День україномовної преси 12 листопада та запропонував звернутися до Президента України щодо визнання такого Дня на державному рівні.
Також промовляли журналісти Юрій Хомайко, Микола Шемет (співголова громадського об'єднання «Шемети»), Едуард Зуб. Вони окреслили початки розвитку україномовної преси на території підросійської України і, зокрема, у Харкові. Була наголошена проблема, яка актуальна тепер як і 100 років тому — брак україномовної преси на Харківщині.
Одночасно з цим організаторами заходу було оголошено про заснування Музею-архіву україномовної преси у Харкові, мета якого — зберегти періодичні видання минулого для нащадків.
Насамкінець Владислав Проненко зачитав звернення до Президента України, яке було активно підтримане присутніми.